# Unwort des Jahres (Schweiz)

## Geschichte
In der Schweiz wurde von 2003 bis 2016 ein Unwort des Jahres  durch eine private Jury bestimmt. 2015 bestand die Jury aus dem Schriftsteller Peter Stamm, dem Rapper Manillio, der Kolumnistin Yonni Meyer aka Pony M., dem Kolumnisten Bänz Friedli sowie dem Autor Daniel Quaderer. Mit jährlich etwa 2000 Wortvorschlägen beteiligte sich die Bevölkerung an dieser Aktion.

## Übersicht
| Jahr | Unwort des Jahres        | Aus der Begründung der Jury |
| ---- | ------------------------ | --- |
| 2023 | Remigration              | Remigration (auch Rückwanderung oder Rückkehrmigration) bezeichnet den Teil eines Migrationsprozesses, bei dem Menschen nach einer beträchtlichen Zeitspanne in einem anderen Land oder einer anderen Region in ihr Herkunftsland oder ihre Herkunftsregion zurückkehren. |
| 2022 | Klimaterroristen         | Klimaterrorismus ist ein abwertend gemeintes politisches Schlagwort, um den zivilen Ungehorsam von Klimaaktivisten zu kritisieren. Für das Jahr 2022 wurde der Begriff in der Form „Klimaterroristen“ in Deutschland zum Unwort des Jahres gewählt. |
| 2021 | Pushback                 | Pushback ist ein Begriff für staatliche Maßnahmen, mit denen Flüchtlinge und andere Migranten meist unmittelbar nach Grenzübertritt zurückgeschoben werden. |
| 2020 | Corona-Diktatur          | Form der Herrschaftsausübung, bei der der Staat unter Verletzung der Regeln demokratischer Kontrolle bzw. Missachtung von Bürger- und Freiheitsrechten Maßnahmen beschließt und durchsetzt, die der Eindämmung der von SARS-CoV-2 hervorgerufenen Pandemie dienen |
| 2019 | Klimahysterie            | Klimahysterie ist ein politisches Schlagwort, das von Vertretern der Klimawandelleugnung zur Relativierung des gegenwärtigen Klimawandels verwendet wird. |
| 2018 | Anti-Abschiebe-Industrie | Der Begriff insinuiert abwertend, dass die Abschiebung von ausländischen Staatsbürgern ohne gegenwärtiges Bleiberecht mithilfe von Anwälten und Nichtregierungsorganisationen geschäftsmäßig hinausgezögert und erschwert würde mit dem Ziel, in jedem Fall ein Bleiberecht oder jedenfalls eine Duldung – wenn auch nur temporär – zu ermöglichen. |
| 2017 | Alternative Fakten       | Alternative Fakten (englisch alternative facts) ist eine Formulierung von Kellyanne Conway, Beraterin des seinerzeitigen US-Präsidenten Donald Trump von 2017 bis August 2020. Im Januar 2017 benutzte sie diese Formulierung während eines Interviews in der amerikanischen Polit-Talksendung Meet the Press, um falsche Aussagen des Pressesprechers des Weißen Hauses Sean Spicer zur Publikumsgröße während Trumps Amtseinführung vor dem Kapitol zu rechtfertigen. In Deutschland und in Österreich wurde „alternative Fakten“ zum Unwort des Jahres 2017 gewählt.                    |
| 2016 | Inländervorrang light    | "Diese typisch schweizerische Wortschöpfung spiegelt die Mühen der Politik, einen Volksentscheid umzusetzen und dabei möglichst allen entgegenzukommen: Abstimmungssiegern wie -verlierern, der EU, den heimischen Stellensuchenden." |
| 2015 | Asylchaos                | Die sogenannte Flüchtlingswelle im Sommer und Herbst 2015 ist weitgehend an der Schweiz vorbeigegangen. Dennoch sei im Wahlkampf damit gezielt Angst geschürt worden. |
| 2014 | Dichtestress             | Ursprünglich der Ornithologie entlehnt, wurde das Wort «Dichtestress» gemäss der Jury über Gebühr vor allem von bürgerlichen Politikern im Zusammenhang mit den Masseneinwanderungs- und der Ecopop-Initiative eingesetzt. |
| 2013 | systemrelevant           | Das Wort «systemrelevant» sei ein Hohn. Tanze ein Geldinstitut dem Rechtssystem lange genug auf der Nase herum, werde es für systemrelevant erklärt. |
| 2012 | Bio                      | „Inzwischen wird «Bio» inflationär verwendet und von Detailhändlern im Kampf um den Kunden missbraucht mit dem Ergebnis, dass die Bevölkerung des Begriffes «Bio» überdrüssig wird und dieser seine Wirkung verliert.“ |
| 2011 | Technologieverbot        | „Eine Wortschöpfung für reine Propagandazwecke. Das Wort ist schlicht eine Erfindung der Atomlobby, entstanden in der Diskussion um den Atomausstieg nach der Katastrophe in Fukushima. Damit verschleiert diese, dass ein Atomausstieg einen Technologieschub für alternative Energien verursacht.“ |
| 2010 | FIFA-Ethikkommission     | „Aufgrund der wiederholten Korruptionsbeschuldigungen rund um die FIFA und ihrer Funktionäre, beabsichtigt der Weltfussballverband nun mit einer hausgemachten Kommission seine hausgemachten Probleme zu lösen. In diesem Zusammenhang den Begriff der Ethikkommission zu strapazieren, ist nach Ansicht der Jury ein glatter Widerspruch – ohne Wenn und Aber.“ |
| 2009 | Ventilklausel            | Die «Ventilklausel» umschreibt nüchtern-technologisch die Regulierung der Ein- und Rückwanderung von Personen aus dem EU-Raum in die Schweiz. |
| 2008 | Europhorie               | «Europhorie» bezeichnet die angeblich in der Schweiz festzustellende Vorfreude auf die Fussball-Europameisterschaft 2008. Der laut Jury «sprachliche Missgriff» sei «Werbesprech in Reinkultur» und habe es trotz großer medialer Verbreitung nicht in die Umgangssprache geschafft. Die Schweiz lasse sich nicht «zwangseuphorisieren». |
| 2007 | Klimakompensation        | „Zur vermeintlichen Begrenzung klimaschädigenden Verhaltens wurde die «Klimakompensation» erfunden. Wer beispielsweise eine Flugreise bucht, kann mit dem Entrichten eines zusätzlichen Geldbetrages ein umweltfreundliches Projekt unterstützen. Die «Klimakompensation» präsentiert sich als Win-win-Situation und suggeriert einen Lösungsansatz, der in Wahrheit eine Mogelpackung ist. Der Konsument muss sein Verhalten nicht ändern und hat sein Gewissen erleichtert, die Wirtschaft erfährt zumindest keine Einbußen und die Politik erweckt nicht den Eindruck der Untätigkeit.“ |
| 2006 | erweiterter Selbstmord   | «Erweiterter Selbstmord» ist laut Jury ein klarer sprachlicher Missgriff. Es verschleiere und verharmlose den Begriff des Mordes und sei ein Widerspruch in sich, da ein Selbstmord per Definition nur eine Person treffen könne. |
| 2005 | erlebnisorientierter Fan | «Erlebnisorientierte Fans» seien laut einem Sprecher der Zürcher Polizei gewaltbereit oder gewalttätig, sie seien Chaoten, suchten die Konfrontation mit der Polizei, seien aber keine Hooligans, denn die gingen gegenseitig aufeinander los. |
| 2004 | Ökoterror                | Formulierung des Zürcher Stadtpräsidenten Elmar Ledergerber zum Rekurs des Verkehrs-Clubs der Schweiz (VCS) gegen das Einkaufszentrum im neuen Zürcher Stadion. |
| 2003 | Scheininvalide           | Formulierung des Schweizer Bundesrats Christoph Blocher, die eine pauschale Diffamierung von allen Menschen mit einer Behinderung darstelle. |

## Weitere Wörter des Jahres
| Staat / Provinz | Wort                             | Unwort                             |
| --------------- | -------------------------------- | ---------------------------------- |
| Deutschland     | Wort des Jahres (Deutschland)    | Unwort des Jahres (Deutschland)    |
| Liechtenstein   | Wort des Jahres (Liechtenstein)  | Unwort des Jahres (Liechtenstein)  |
| Österreich      | Österreichisches Wort des Jahres | Österreichisches Unwort des Jahres |
| Schweiz         | Wort des Jahres (Schweiz)        | Unwort des Jahres (Schweiz)        |
| Südtirol        | Wort des Jahres (Südtirol)       | Unwort des Jahres (Südtirol)       |